# Лазаревац (община)
Лазаревац (серб. Лазаревац) — община в Сербии, входит в округ Белград.
Население общины составляет 59 043 человек (2007 год), плотность населения составляет 154 чел./км². Занимаемая площадь — 384 км², из них 60,4 % используется в промышленных целях.
Административный центр общины — город Лазаревац. Община Лазаревац состоит из 34 населённых пунктов, средняя площадь населённого пункта — 11,3 км².
В Лазареваце находится памятник солдатам Первой мировой войны.

## Статистика населения общины
| Год  | Население, чел. |
| ---- | --------------- |
| 1991 | 57 050          |
| 2001 | 58 387          |
| 2002 | 58 537          |
| 2003 | 58 540          |
| 2004 | 58 638          |
| 2005 | 58 717          |
| 2006 | 58 764          |
| 2007 | 59 043          |